# Pujiang (Chengdu)

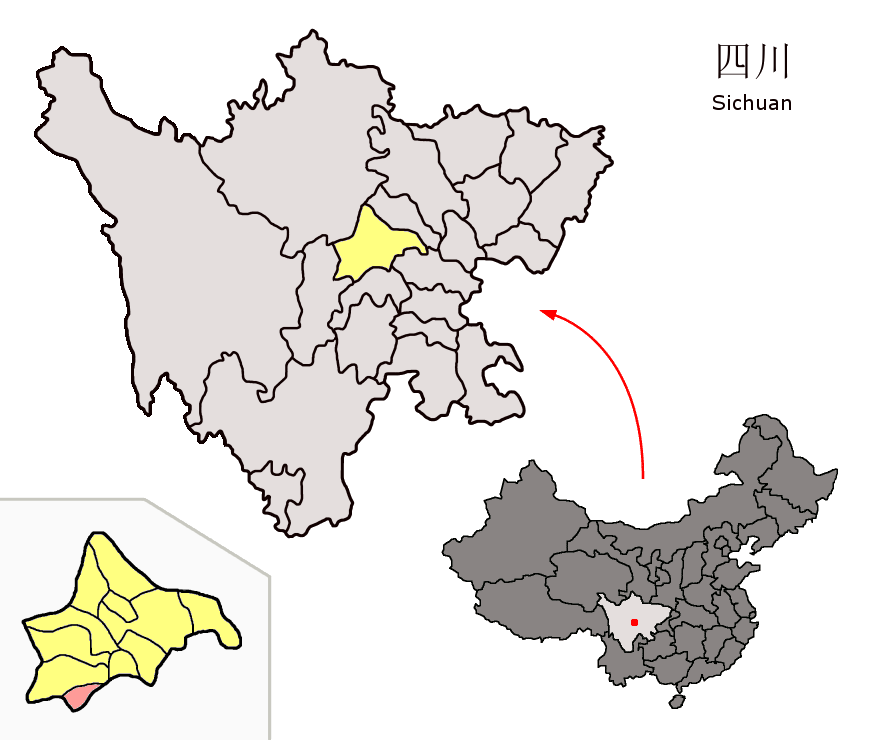
Lage von Pujiang (rosa) in Chengdu (gelb).

Pujiang (蒲江县,  Pújiāng Xiàn) ist ein chinesischer Kreis der Unterprovinzstadt Chengdu, der Hauptstadt der Provinz Sichuan. Er hat eine Fläche von 581,9 km² und zählt 255.563 Einwohner (Stand: Zensus 2020).
Die Pujiang-Grotten (Pujiang shiku 蒲江石窟) aus der Zeit der Südlichen und Nördlichen Dynastien bis Qing-Dynastie stehen seit 2006 auf der Liste der Denkmäler der Volksrepublik China (6-853).